# Profanierung
Profanierung oder Profanation (von profan, das zugehörige Verb ist profanieren) ist die Entwidmung (oft fälschlich als Entweihung benannt) eines sakralen (materiellen oder immateriellen) Gegenstandes. Am häufigsten wird bei sakralen Gebäuden, wie Kirchen, Moscheen, Synagogen und Tempeln, von Profanierung gesprochen. Die Profanierung von Kirchen wird auch als Kirchenschließung bezeichnet. Gelegentlich ist damit die absichtliche Abwertung durch Personen mit einer anderen Religion oder Weltanschauung gemeint, doch gilt auch die gedankenlose Verwendung heiliger Worte oder auch fachwissenschaftlicher Begriffe jenseits des Religiösen als Profanierung.
Als Entweihung kann man Aktionen verstehen, die so gravierend sind, dass ein davon in Mitleidenschaft gezogenes geweihtes Gebäude und geweihter Gegenstand erst dann wieder kirchlich genutzt werden kann, wenn dieser erneut geweiht wird. Ein Beispiel für so eine Entweihung ist die Femen-Aktion von 2013 während einer Weihnachtsmesse im Kölner Dom, die Kardinal Meisner für so schändlich hielt, dass er den Altar, auf dem das Femen-Mitglied Josephine Witt stand, um ihren Protest zu demonstrieren, erneut weihte, weil er ihn als entweiht empfand.

## Entwidmung von katholischen sakralen Gebäuden
Eine Profanierung  ist im Sinne des kanonischen Rechts der römisch-katholischen Kirche notwendig, wenn die kirchliche Nutzung eines Kirchengebäudes beendet wird, etwa wegen Abrisses oder Umnutzung. Sie ist somit das Gegenstück zur Kirchweihe. Staatskirchenrechtlich hat die Profanierung in Deutschland die Wirkung einer Entwidmung. Von der Profanierung ist die Außerdienststellung der Kirche zu unterscheiden, die häufig zuvor erfolgt und als tatsächlicher Akt der Pfarrei – zumeist im Rahmen einer letzten Messe – ohne kirchenrechtliche Bedeutung ist.
Eine Entwidmung wird vom zuständigen Bischof beschlossen. Sie findet in der Regel im Rahmen einer letzten heiligen Messe in der betroffenen Kirche statt, wenn diese nicht bereits bei einer vorherigen Außerdienststellung stattgefunden hat. In der Kirche vorhandene Reliquien müssen entfernt werden. Die Kirche gilt nach der Profanierung nicht mehr als geheiligter Raum für Gottesdienste, sondern als gewöhnliches Gebäude. Dieses kann somit abgerissen oder für einen anderen Zweck verwendet werden, ohne dass dadurch gegen kirchliche Gebräuche oder Gesetze verstoßen wird, da das Gebäude durch die Profanierung seine Weihe oder Segnung verloren hat. Das Gebäude soll nach der Umwidmung allerdings keiner „unwürdigen Bestimmung“ dienen.
Profanierungen von Kirchengebäuden werden in Deutschland nicht nur im Bereich der katholischen Kirche vollzogen. Für die katholische Kirche liegen aber ausführliche Dokumentationen vor, so dass sich die folgende Sammlung vorläufig auf diese Kirche beschränkt.

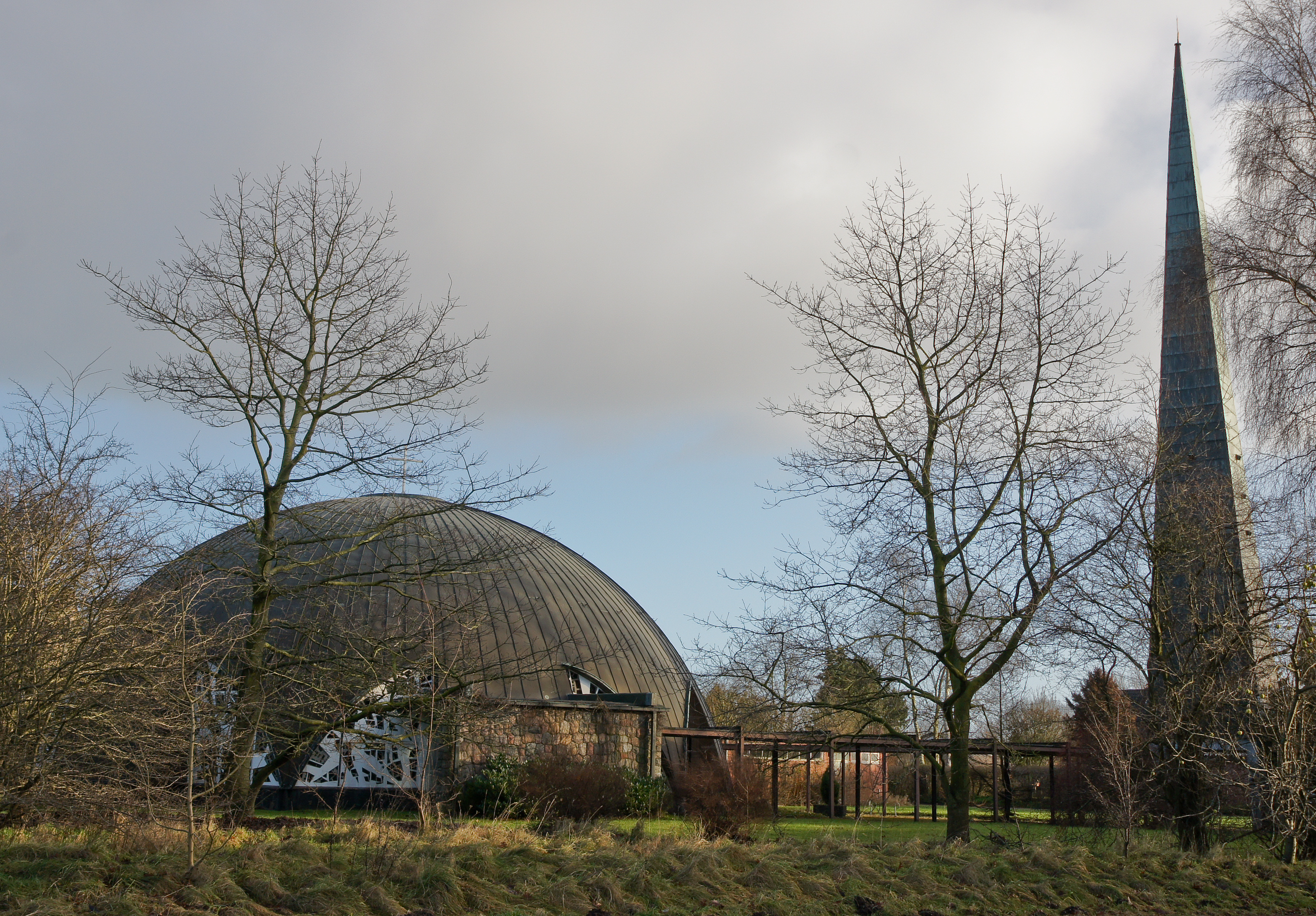
Die im Jahr 2005 profanierte St.-Michael-Kirche in Flensburg-Weiche zerfällt seit ihrer Schließung sichtlich. (Foto 2011)

### Katholisches Kirchenrecht
Das katholische Kirchenrecht differenziert zwischen der notwendigen Weihe oder Segnung einer Kirche (Kirchweihe, 1217  CIC) und der notwendigen Weihe eines feststehenden Altars (1237, § 1  CIC). Beide (1238, § 2  CIC) bedürfen einer gesonderten Profanierung, die ausschließlich und wirksam durch ein Dekret des Ordinarius vollzogen wird (1212  CIC und 1222  CIC) und daher keiner liturgischen Handlung bedarf. Im Fall einer Kirche muss der Ortsbischof zuvor den Priesterrat anhören (ohne auf die Befolgung von dessen Votum verpflichtet zu sein) und die Zustimmung derer einholen, die „rechtmäßig Rechte an der Kirche beanspruchen“ (1222, § 2  CIC), was in Deutschland den Kirchenvorstand (nicht den Pfarrgemeinderat) oder einen Patron betrifft. Da kein Ritus zur Kirchenprofanierung nötig ist, besteht von Seiten der römischen Behörden kein Interesse an der weltweiten Regelung solcher Rituale.

### Rituale und Vorstellungen über deren Wirkungen
Die Profanierung durch das Dekret des Ortsbischofs steht im Gegensatz zur Feier der Kirchweihe und Altarweihe. Darüber hinaus sprechen die liturgischen Texte der Altarweihe von einer ewigen Widmung der Einrichtung zum Gottesdienst. Auch das komplexe System an vor allem ungeschriebenen Regeln und Bräuchen zum Verhalten in Kirchenräumen und der Nutzung derselben inszeniert die Heiligkeit des Raumes als menschlicher Willkür entzogen. Seit dem späten 16. Jahrhundert wird daher der Versuch unternommen, die Profanierung einer Kirche durch Rituale zu begleiten, bzw. zu vollziehen. Diese Versuche sind nie in die für die gesamte katholische Kirche vorgesehenen Liturgiebücher eingegangen und werden daher bis heute nur als diözesane Eigenliturgien tradiert, bzw. weiterentwickelt.

### Geschichte
Antike und Frühmittelalter kennen keine ordentliche Kirchenprofanierung. Auch die meisten Elemente des Ritus der Kirchweihe entwickeln sich erst im Hochmittelalter. Widerspruch gegen die Vorstellung, dass eine Kirche durch den ersten der Widmung entsprechenden Gebrauch geweiht würde, ist in Brief 66 von Synesius von Kyrene erhalten. Er weist auf das Problem hin, dass aufgrund dieser Vorstellung durch die Feier einer heiligen Messe jeder beliebige Ort zu einer Kirche – und damit zu Kircheneigentum – gemacht werden könnte. Für Widmungen müssten daher hoheitliche Rechtsakte vorliegen. Die Liturgie entspricht in dieser Hinsicht den ältesten christlichen Auffassungen über Herstellung und Tilgung der Heiligkeit von Räumen.
Der byzantinische Patriarch Kallinikos verweigerte gegenüber dem Kaiser Justinian II im Jahr 693/94 den Vollzug eines Rituals zur Kirchenprofanierung. Der Kaiser wollte eine Kirche abreißen lassen, um einen Brunnen und ein Podest für eine der Zirkusparteien zu errichten. Der Patriarch befand dazu zunächst: „Wir haben ein Gebet zur Errichtung einer Kirche. Unsere Tradition kennt aber kein Gebet zur Zerstörung einer Kirche“. Auf Drängen des Kaisers äußerte er jedoch danach: „Ehre sei Gott, der alles erträgt, jetzt und in Ewigkeit und in allen kommenden Zeiten. Amen“. Der Text fährt fort: „Und als sie das hörten, zerstörten sie die Kirche und bauten den Brunnen.“ Der Patriarch verweigerte zwar die Erfindung einer Profanierungsliturgie, konnte der Situation aber nicht entfliehen. Seine Doxologie wird als Ersatz dafür gedeutet.

#### Ritualisierte Zerstörung
Seit dem Mittelalter bezeugen Quellen des Kirchenrechts, dass mit einem bestimmten Grad der Zerstörung eines Kirchengebäudes (und Altars) dessen Charakter als heiliger Raum getilgt ist. Bis in die Gegenwart finden sich daher stilisierte Akte minimaler Zerstörung in Ritualen zur Kirchenprofanierung wie das Beschädigen des Altarunterbaus mit einem Hammer oder dem heute üblichen Umlegen von Kerzen und Kerzenleuchtern. Die Altarplatte soll auch nach Auffassung der Arbeitshilfe 175 der Deutschen Bischofskonferenz nicht beschädigt oder profaniert, sondern geborgen und für einen erneuten widmungsgemäßen Einsatz aufbewahrt werden.

#### Umgekehrte Ausführung von Heiligungsritualen
Unterschiedliche historische Rituale belegen die Auffassung, dass die umgekehrte Ausführung von Ritualen unter bestimmten Voraussetzungen deren frühere Wirkungen tilge. Unter den Ritualen bei der Kirchweihe kommt der Übertragung von Reliquien und deren Einbau in den Altar einer neuen Kirche ein hoher Rang zu. Bis heute wird daher die Entfernung von Reliquien, Statuen und anderen „Heiltümern“ (Arbeitshilfe 175) aus der Kirche zur Herstellung und Darstellung der Entheiligung eines Gebäudes vollzogen. Das ritualisierte Abwaschen von Gebäudeteilen (zur Entfernung der Stellen, an denen das Gebäude oder der Altar mit Chrisam gesalbt wurden) hat sich nicht durchgesetzt.

### Ritual in der Gegenwart
Die Riten bei der Kirchenprofanierung betonen die folgenden drei Gestaltungselemente.

#### Inszenierung der Promulgation des Rechtsakts
Auch wenn anlässlich der Profanierung eine heilige Messe gefeiert wird, bildet die öffentliche Verlesung des bischöflichen Dekrets, mit dem die Kirche profaniert wird, ein Element des Ritus. Dies kann auch in Gegenwart des Bischofs selbst geschehen. Die Verlesung des Dekrets inszeniert die Entfernung der Heiligkeit als Rechtsakt der zuständigen Autorität.

#### Ritualisierte Entheiligung durch Entfernung heiliger Dinge
Die diözesanen Vorschläge zu Kirchenprofanierungsliturgien und die Arbeitshilfe der Deutschen Bischofskonferenz empfehlen den Vollzug einer Prozession mit dem Allerheiligsten, Reliquien und Heiligenbildern aus der profanierten Kirche möglichst in eine nahegelegene andere Kirche, in der die ehemaligen Mitglieder der alten Kirchengemeinde in der Zukunft eine neue geistliche Heimat finden sollen.

### Profanierte Kirchen in Deutschland (nach Bistümern)
In die Liste aufgenommen sind nur diejenigen Bistümer, für die in den verlinkten Artikeln weitgehend vollständige Übersichten über die profanierten Kirchen vorliegen.
- Bistum Aachen: Liste der profanierten Kirchen im Bistum Aachen
- Erzbistum Berlin: Liste der profanierten Kirchen im Erzbistum Berlin
- Bistum Dresden-Meißen: Liste profanierter Kirchen im Bistum Dresden-Meißen
- Bistum Erfurt: Liste profanierter Kirchen im Bistum Erfurt
- Bistum Essen: Liste profanierter Kirchen im Bistum Essen
- Bistum Fulda: Liste profanierter Kirchen im Bistum Fulda
- Erzbistum Hamburg: Liste profanierter Kirchen im Erzbistum Hamburg
- Bistum Hildesheim: Liste der profanierten Kirchen im Bistum Hildesheim
- Erzbistum Köln: Liste profanierter Kirchen im Erzbistum Köln
- Bistum Limburg: Liste profanierter Kirchen im Bistum Limburg
- Bistum Magdeburg: Liste profanierter Kirchen im Bistum Magdeburg
- Bistum Münster: Liste der profanierten Kirchen im Bistum Münster
- Bistum Osnabrück: Schließungen von Kirchen
- Erzbistum Paderborn: Liste der profanierten Kirchen im Erzbistum Paderborn
- Bistum Speyer: Liste profanierter Kirchen im Bistum Speyer
- Bistum Trier: Liste profanierter Kirchen im Bistum Trier
- Bistum Würzburg: Kirchenschließungen

## Evangelische Kirche
In der evangelischen Kirche wird nicht zwischen sakralen, geweihten und profanen Räumen unterschieden. Kirchlich genutzte Räume sind als Häuser Gottes ein sichtbares Zeichen für die Anwesenheit Gottes in der Welt, beispielsweise wenn sich die Gemeinde zum Gottesdienst versammelt. Sie sollen grundsätzlich für die Allgemeinheit zugänglich sein und stehen in Deutschland unter besonderem staatlichen Schutz, beispielsweise nach §166 StGB oder als Kulturdenkmal.
Die Entwidmung kirchlich genutzter Grundstücke und Gebäude regeln die einzelnen evangelischen Landeskirchen durch Gesetze und Verordnungen. Die Rechtsquellen sind im Allgemeinen im Internet abrufbar, so beispielsweise die Grundsätze für Entwidmungen der Evangelischen Kirche im Rheinland.
Über die Errichtung, Verwendung, Verwaltung, den Abbruch oder den Verkauf von Gebäuden, die im Eigentum einer evangelischen Gemeinde stehen, entscheidet die jeweilige Kirchengemeindeleitung, deren Beschlüsse und Erklärungen im Allgemeinen zur Wirksamkeit eine kirchenaufsichtliche Genehmigung durch die jeweilige Kirchenleitung erfordern.

## Entweihung von Statuen
Neben Gebäuden und Orten können auch Statuen einer Profanierung unterzogen werden, indem sie dem ursprünglichen sakralen Kontext entzogen oder/und durch plastische Bearbeitung verändert und damit mit einer profanen Identität versehen werden:
- 392 wurden in Alexandria nach der gewaltsamen Zerstörung des Serapeions und anderer Kultbauten Statuen profaniert, soweit sie nicht christianisiert wurden.[11]
- In Basel wurde am Rathaus die Statue der Gottesmutter Maria, die vor der Reformation Stadtpatronin gewesen war, 1608 in eine Justitia (mit Schwert und Waage) umgewandelt.[12]
- In der Französischen Revolution wurden kirchliche Statuen durch Überarbeitung profaniert, indem etwa eine Marienstatue in einen Napoleon oder eine Benediktfigur in eine Minerva umgemeißelt wurden.[13]
- Eine Profanierung erfahren Statuen auch, wenn sie ihrem ursprünglichen Kontext in einer Kirche oder einem Tempel entzogen werden und in ein Museum oder eine private Sammlung übergehen.
- Auch eine Zerstörung durch Zerschlagen oder Verbrennen kann als ein radikaler Akt der Profanierung angesehen werden.

Statuen können bei der Profanierung eines Gebäudes der Profanierung entgehen, indem sie in ein anderes sakrales Gebäude überführt werden, wie es etwa in jüngerer Zeit bei der Profanierung katholischer Kirchen öfter geschieht.